# Канунников, Николай Иванович
Николай Иванович Канунников (27 июля [9 августа] 1917, Москва — 17 мая 1986, Москва) — советский футбольный и хоккейный судья. Судья всесоюзной категории (1951).

## Биография
Окончил Московский станкоинструментальный институт (Станкин) в 1939 году по специальности «инженер-конструктор».
Принимал участие в Великой Отечественной войне, был ранен.
После войны работал конструктором механообрабатывающего оборудования в конструкторском бюро Первого Часового Завода в Москве. С 1960 года и до конца жизни — сотрудник ВНИИ Автоматики Министерства среднего машиностроения СССР (теперь ГК «Росатом»).
В чемпионате СССР по футболу работал в 1950—1955 годах, в основном боковым арбитром. В качестве главного судьи провёл 8 матчей — два в первенстве дублёров (1950, 1954), два — в Кубке СССР (1951, 1953), три — в классе «А» в августе 1952, один — в классе «Б» (1955).
Судья международной категории по хоккею. Работал на чемпионате мира 1954 (5 игр), 1957 (4 игры), 1959 (5 игр), Олимпийских играх 1956 (3 игры).